# Мари, Андре
Андре́ Дезире́ Поль Мари́ (фр. André Désiré Paul Marie; 3 декабря 1897, Онфлёр, департамент Кальвадос — 12 июня 1974, Руан) — французский политик и государственный деятель. Председатель совета министров Четвёртой республики с 26 июля по 28 августа 1948 года.

## Биография
Андре Мари родился в коммуне Онфлёр. В 1909 году семья Мари переехала в Руан.
В 1916 году, почти сразу по окончании обучения в Руане, Андре Мари был призван на воинскую службу. Мари сражался на фронтах Первой мировой войны и за время службы получил два ранения.
В 1922 году Мари начал карьеру в качестве адвоката.
С 1928 по 1962 год девять раз избирался от департамента Приморская Сена в Национальное Собрание.
Свой первый государственный пост Андре Мари получил в 1933 году в качестве заместителя госсекретаря по Эльзас-Лотарингии. Ещё до Второй мировой войны он неоднократно назначался госсекретарём и представителем Франции в Лиге Наций.
После вторжения вермахта во Францию уходит добровольцем на фронт в качестве капитана артиллерии. Во время одного из боёв был пленён и интернирован в городок Саарбург (Sarrebourg). Поэтому он не принял участия в голосовании Национального Собрания по передаче властных полномочий режиму Виши, который возглавил маршал Анри Филипп Петен.
В 1941 году Андре Мари был освобождён из плена. Поскольку Мари отвергает диктаторскую политику режима Виши, он отказывается от всех политических должностей и вступает в Движение Сопротивления. В результате предательства, в сентябре 1943 года был арестован гестапо и 16 декабря 1943 года был отправлен в Бухенвальд. В этом страшном концентрационном лагере Мари находился до 11 апреля 1945 года, когда в там вспыхнуло знаменитое восстание, спустя два дня лагерь был занят американскими войсками.
После возвращения во Францию Андре-Мари вскоре вновь занял видное место в политической жизни страны.
В 1947 году Мари назначен министром юстиции в правительстве Поля Рамадье
С 27 июля 1948 года Андре Мари после отставки Робера Шумана был назначен председателем совета министров, но его кабинет просуществовал лишь месяц.
Однако после отставки был заместителем премьер-министра Анри Кея, на этом посту занимался налаживанием работы министерства юстиции.
С августа 1951 по июнь 1954 года он был министром образования. По его инициативе был принят ряд законом, которые существенно помогли развитию частных школ.
Скончался 12 июня 1974 года в городе Руане.